# Kanelsmaragd
Kanelsmaragd (Amazilia rutila) är en fågel i familjen kolibrier.

## Utseende
Kanelsmaragden är en medelstor kolibri ned ett karakteristiskt utseende: bronsgrön ovansida, helt kanelbrun undersida och röd näbb med svart spets. Bakifrån kan den likna roststjärtad smaragd och yucatánsmaragd, men dessa har båda grönt på strupe och bröst.

## Utbredning och systematik
Arten delas in i fyra underarter i två grupper, med följande utbredning:
- Amazilia rutila graysoni – på Islas Marías (väster om Mexiko)
- rutila-gruppen:  
  - Amazilia rutila rutila – västra Mexiko (Jalisco till Oaxaca)
  - Amazilia rutila corallirostris – sydöstra Mexiko (Chiapas) till västra Costa Rica, ön Holbox och Isla Mujeres (Yucatánhalvön)
  - Amazilia rutila diluta – kusttrakter i nordvästra Mexiko (Sinaloa och Nayarit)

## Levnadssätt
Kanelsmaragden hittas i torra tropiska låglänta områden. Där föredrar den buskiga skogskanter, trädgårdar och halvöppna områden med blommande träd.

## Bilder

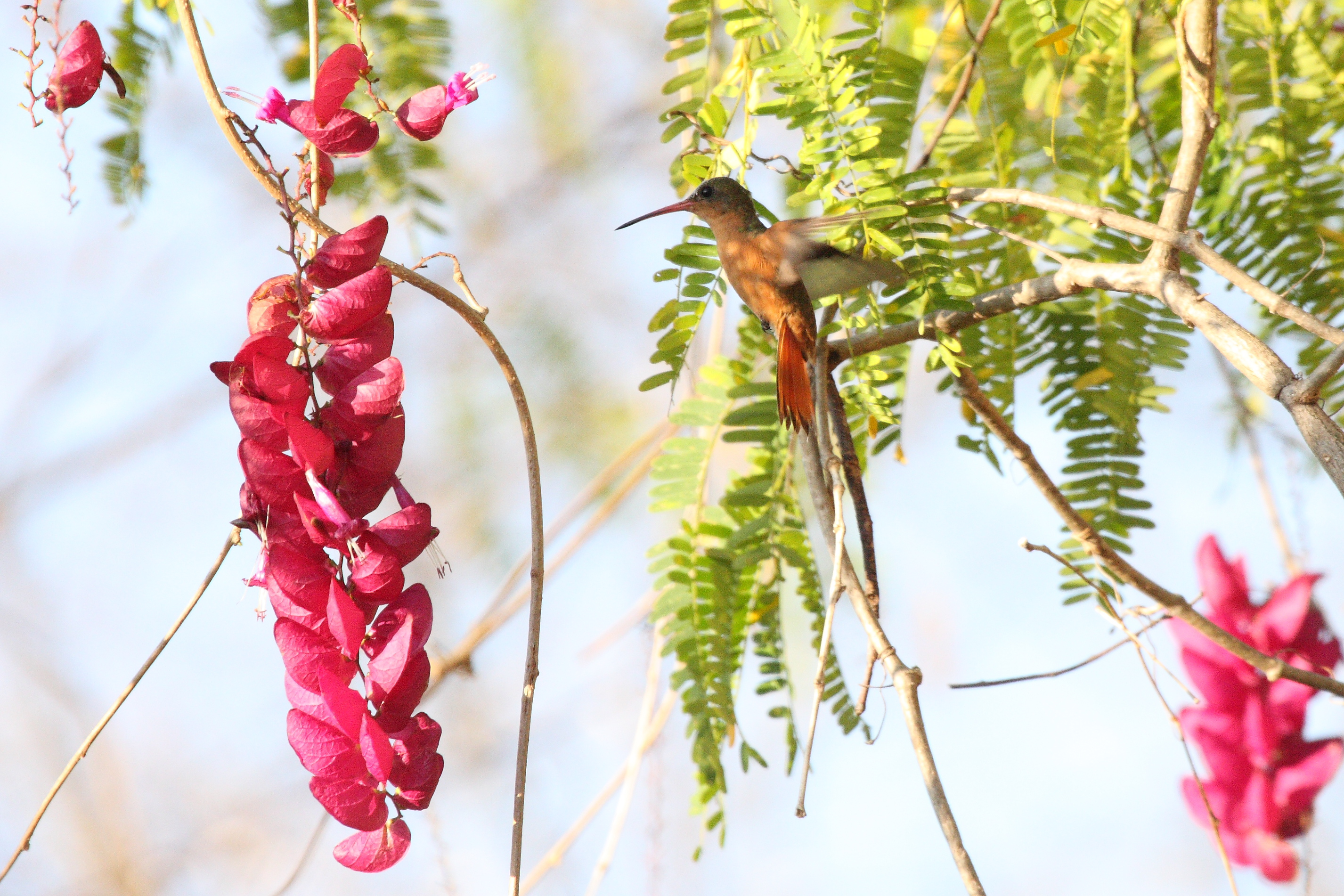
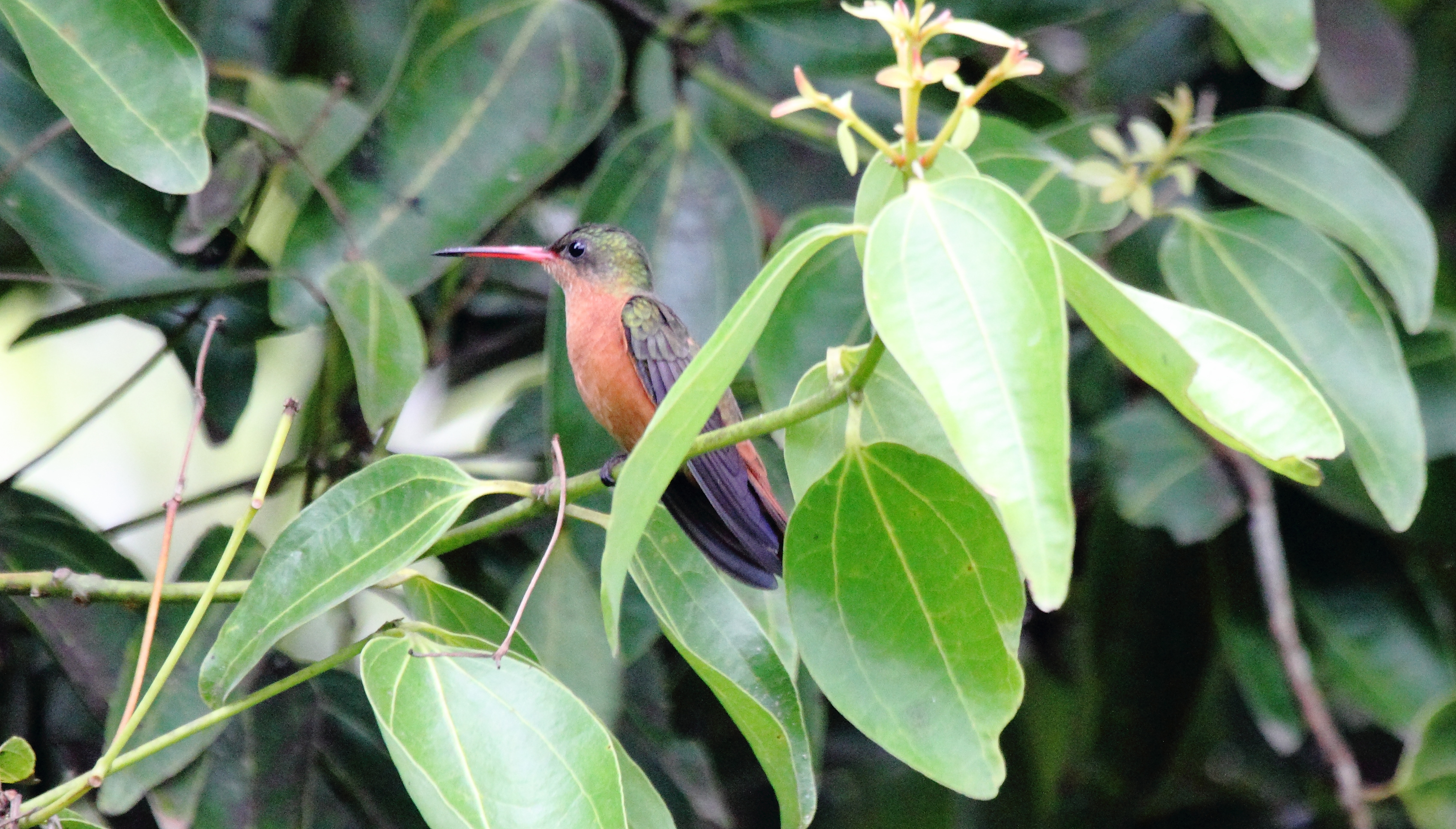

## Status
Kanelsmaragden har ett stort utbredningsområde med en uppskattad världspopulation i storleksordningen 500 000 till fem miljoner vuxna individer. Beståndets utveckling är oklar. IUCN kategoriserar arten som livskraftig.